# Gonepteryx mahaguru
Gonepteryx mahaguru är en fjärilsart som först beskrevs av Gistl 1857.  Gonepteryx mahaguru ingår i släktet Gonepteryx och familjen vitfjärilar. Inga underarter finns listade i Catalogue of Life.